# Punctozotroctes feuilleti
Punctozotroctes feuilleti là một loài bọ cánh cứng trong họ Cerambycidae.